# George Cookman Sturgiss

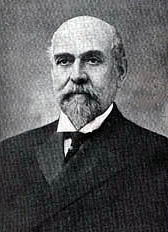
George Cookman Sturgiss (1910)

George Cookman Sturgiss (* 16. August 1842 in Poland, Mahoning County, Ohio; † 26. Februar 1925 in Morgantown, West Virginia) war ein US-amerikanischer Politiker. Zwischen 1907 und 1911 vertrat er den zweiten Wahlbezirk des Bundesstaates West Virginia im US-Repräsentantenhaus.

## Werdegang
George Sturgiss besuchte die öffentlichen Schulen seiner Heimat. Im Jahr 1859 zog er nach Morgantown, das damals noch zu Virginia gehörte. Dort besuchte er die Monongalia Academy. Anschließend war er an dieser Schule selbst für kurze Zeit als Lehrer tätig. Nach einem Jurastudium und seiner im Jahr 1863 erfolgten Zulassung als Rechtsanwalt begann er in Morgantown in seinem neuen Beruf zu arbeiten. Während des Bürgerkrieges war er bei der Zahlstelle einer Freiwilligeneinheit angestellt. Zwischen 1865 und 1869 war er Schulrat im Monongalia County.
Sturgiss war Mitglied der Republikanischen Partei. Zwischen 1870 und 1872 saß er im Abgeordnetenhaus von West Virginia. Von 1872 bis 1880 war er Bezirksstaatsanwalt. Im Jahr 1880 kandidierte er erfolglos für das Amt des Gouverneurs von West Virginia, wobei er dem Demokraten Jacob B. Jackson deutlich unterlag. Zwischen 1889 und 1893 war Sturgiss Bundesstaatsanwalt für den Distrikt West Virginia. In seinem Staat wurde er erster Präsident des Handelsausschusses und des Rates zur Verbesserung der Staatsstraßen.
1906 wurde Sturgiss im zweiten Bezirk von West Virginia in das US-Repräsentantenhaus in Washington, D.C. gewählt, wo er am 4. März 1907 die Nachfolge von Thomas Beall Davis von der Demokratischen Partei antrat. Nach einer Wiederwahl konnte er bis zum 3. März 1911 zwei Legislaturperioden im Kongress absolvieren. Bei den Wahlen des Jahres 1910 unterlag er dem Demokraten William Gay Brown. Nach seiner Zeit im Kongress war Sturgiss Kurator der American University in der Bundeshauptstadt Washington. Er war auch maßgeblich am Bau der Morgantown & Kingwood Eisenbahn beteiligt. Zwischen 1912 und 1920 war er als Bezirksrichter und danach wieder als Rechtsanwalt tätig. George Sturgiss starb am 26. Februar 1925.